# 姫路市立津田小学校
姫路市立津田小学校（ひめじしりつ つだしょうがっこう）は、兵庫県姫路市飾磨区今在家三丁目にある公立小学校。
1873年創立以来の歴史を持つが、1933年に一旦現在の姫路市立飾磨小学校へ併合され、同校から1972年に再び分離・開校されるまで、39年間の空白がある。
2020年現在、全校生徒は763人で年々減少している。

## 沿革

### 旧津田小学校の沿革
- 1873年（明治6年）1月 - 今在家村に明倫小学校、構村に榮續小学校を開設。
- 1891年（明治24年）10月 - 明倫・榮續の両校を統合し、津田尋常小学校とする。
- 1901年（明治34年）10月 - 新校舎が落成。
- 1914年（大正5年）4月 - 高等科を併置し、津田尋常高等小学校と改称。
- 1933年（昭和8年）3月 - 飾磨郡津田村が飾磨町に編入されるのに伴い、飾磨尋常高等小学校（現・姫路市立飾磨小学校）に合併され廃校。

### 津田小学校の沿革
- 1971年(昭和46年) 7月 - 津田小学校(仮称・飾磨第二小学校)竣工式。
- 1971年(昭和46年) 10月 - 津田小学校開校事務開始。
- 1972年(昭和47年）3月 - 姫路市立飾磨小学校から分離し、姫路市立津田小学校として開校。
- 1972年(昭和47年) 8月 - 学校プール完成。
- 1973年(昭和48年) 3月 - 屋内運動場(体育館)完成。
- 1974年(昭和49年) 5月 - 教室を6つ増築。
- 1978年(昭和53年) 3月 - クラブハウス完成。
- 1979年(昭和54年) 2月 - 管理棟完成。
- 1981年(昭和56年) 5月 - 開校10周年記念式典挙行。
- 1988年(昭和63年) 3月 - 南北校舎渡り廊下完成。
- 1988年(昭和63年) 9月 - 南校舎改修、茶道室完成。
- 1991年(平成3年) 3月 - アスレチック完成。
- 1991年(平成3年) 5月 - 開校20周年記念式典挙行。
- 1992年(平成4年) 8月 - 障害児学級教室完成。
- 1999年(平成11年) 6月 - 学校プール改修。
- 2001年(平成13年) 5月 - 開校30周年記念式典挙行。
- 2011年(平成23年) - 開校40周年。
- 2011年(平成23年)〜2013年(平成25年) - 校舎耐震工事実施。
- 2015年(平成27年) - 体育館耐震工事実施。
- 2016年(平成28年) - 管理棟大規模改修。
- 2018年(平成30年) - 南校舎にエレベーター設置。
- 2019年(令和元年) - 教室にエアコン設置。

## 通学区域
- 姫路市
  - 飾磨区今在家、飾磨区今在家2丁目～7丁目、飾磨区今在家北1丁目～3丁目、飾磨区加茂、飾磨区加茂北、飾磨区加茂東、飾磨区加茂南、飾磨区蓼野町、飾磨区構、飾磨区構1丁目～5丁目、飾磨区思案橋、飾磨区入船町、飾磨区粕谷新町。

卒業生は基本的に姫路市立飾磨西中学校へ進学する。

## 併設施設
- 姫路市立津田幼稚園

## 周辺
- 津田天満神社
- 姫路今在家郵便局
- 兵庫県道415号和久今宿線

## アクセス
- 山陽電鉄網干線 西飾磨駅から東へ600m
- 姫路市営バス35系統 構バス停から西へ200m

## 著名な出身者
- 種浦マサオ - シンガーソングライター
- 増川隆洋 - サッカー選手

## 通学区域が隣接している学校
- 姫路市立広畑第二小学校
- 姫路市立英賀保小学校
- 姫路市立荒川小学校
- 姫路市立手柄小学校
- 姫路市立飾磨小学校